# Margie (film)
Margie is een Amerikaanse filmkomedie uit 1946 onder regie van Henry King.

## Verhaal
Margie denkt samen met haar dochter terug aan haar jeugd in de jaren 20. Zij was op school toen niet erg populair. Zoals alle andere tienermeisjes wordt ze verliefd op haar leraar Ralph Fontayne. Wanneer haar afspraakje voor het schoolbal ziek wordt, verrast ze de hele school met de vervanger. 

## Rolverdeling
| Acteur           | Personage       |
| ---------------- | --------------- |
| Jeanne Crain     | Margie McDuff   |
| Glenn Langan     | Ralph Fontayne  |
| Lynn Bari        | Isabel Palmer   |
| Alan Young       | Roy Hornsdale   |
| Barbara Lawrence | Marybelle Tenor |
| Conrad Janis     | Johnny Green    |
| Esther Dale      | Oma McSweeney   |
| Hobart Cavanaugh | Angus McDuff    |
| Ann E. Todd      | Joyce Fontayne  |
| Hattie McDaniel  | Cynthia         |